# Teatro Pacini (Viareggio)
Il Teatro Pacini è stato un teatro situato nella città di Viareggio.

## Storia
Il musicista siciliano Giovanni Pacini si era trasferito a Viareggio nel 1822.
Valutata la necessità per la città di avere un Teatro comunale, ne avviò la costruzione nel 1835 su un terreno in via San Francesco, concesso gratuitamente dal Comune.
I tempi di costruzione furono brevissimi: in soli 90 giorni fu realizzato il progetto dell'architetto Bernardo Giacometti.
Inaugurato nello stesso anno durante la stagione estiva con l'opera in musica Il talismano, fu acquistato dal Comune nel 1841. Presso il teatro si organizzava una stagione d'opera, inoltre il teatro fu usato sicuramente per gli eventi legati alla nascita del Carnevale di Viareggio, come si evince dai primi documenti, databili tra il 1882 e il 1899 e relativi a manifestazioni e veglioni carnevaleschi in città risalenti alla fine dell'Ottocento. Questi documenti conservati dalla Fondazione Carnevale e dall'Archivio e dal Centro Documentario Storico "Francesco Bergamini" del Comune di Viareggio mostrano come tra Teatro Pacini e Casinò comunale, tra Piazza Grande e la Via Regia, ebbero origine i corsi mascherati di Viareggio: i primi veglioni in maschera furono infatti organizzati dalla Società dei Divertimenti presso il Teatro Pacini. A partire dal 1873, alle feste al chiuso si aggiunsero quelle all'aperto, che diventarono col tempo i corsi carnevaleschi canonici. 
Fra le varie personalità che calcarono il palco del Pacini, si segnala quella del violinista viareggino Ippolito Ragghianti, che vi si esibì l'11 agosto del 1893, per la raccolta fondi in favore dei danneggiati dal terremoto di Ischia. Con lui in concerto si esibirono, sotto la direzione del Maestro Giosuè Maraviglia, le sorelle Sofia e Giulia Ravoglia, il baritono Emilio Barberi e l’accompagnamento al piano di Eugenio Tarcisio e Gino Del Prete. 
Il Pacini di Viareggio fu distrutto dai bombardamenti subìti dalla città di Viareggio durante la seconda guerra mondiale.

## Descrizione
Così lo descrive lo stesso Pacini nelle sue memorie: «bastantemente elegante, comodo, di forma moderna; ha due ordini di palchi ed una bellissima galleria che forma il terz'ordine. Ottocento persone può contenere la sala, ed è (ciò che più importa) armonico quanto mai può desiderarsi.»
Nel 1897, il pittore viareggino Giorgio Michetti, autore di una guida della città di Viareggio, descrive il teatro elogiandone la facciata e l'interno con «tre ordini di palchi lavorati a scagliola bianca e lucida con modanature dorate. È di un bell’effetto il sipario, che rassomiglia a quello del teatro La Pergola di Firenze.»